# HLSL2GLSL
HLSL2GLSL은 Direct3D 9용 고수준 셰이더 언어 (HLSL)로 작성된 셰이더를 OpenGL 셰이딩 언어 (GLSL)로 번역하는 명령 줄 도구이자 라이브러리이다.
HLSL2GLSL은 원래 ATI 테크놀로지스에서 BSD 라이선스로 출시했다. 마지막 릴리스는 2006년의 v0.9였다. HLSL2GLSL은 GPUOpen의 일부가 아니다.
이 프로젝트는 2010년에 문제 해결 및 OpenGL ES 지원과 같은 기능 추가를 위해 포크되었다. 현재는 유니티와 OGRE에서 모바일 플랫폼용 Cg/HLSL 셰이더를 GLSL로 번역하는 데 사용된다.
이 프로젝트는 품질이 낮고 부풀려진 코드를 생성한다는 비판을 받아왔다. XDC2014에서 맷 터너는 메사의 shader-db에 있는 많은 벤치마크 예제가 변환에 의해 생성되었으며 품질이 좋지 않다고 지적했다.